# قائمة قرينات ملوك قشتالة
هذه القائمة تحتوي على قرينات ملوك قشتالة منذ عام 1037 حنى عام 1700، وأيضا على كونتيسات قشتالة قرينات منذ حوالي عام 931 حتى عام 1037.

## كونتيسات

### أسرة بني مامدونا
| الصورة | الاسم                   | الوالد                            | الميلاد | الزواج     | وصول الزوج | توقف القرينة         | الوفاة     | الكونت        |
| ------ | ----------------------- | --------------------------------- | ------- | ---------- | ---------- | -------------------- | ---------- | ------------- |
|        | سانشا سانشيز من بنبلونة | سانشو الأول ملك بنبلونة (خيمينيز) | -       | حوالي. 932 | حوالي. 932 | حوالي. 944 حبس الزوج | ديسمبر 959 | فرنان غونثالث |

### أسرة بني أنسوريث
| الصورة | الاسم          | الوالد | الميلاد | الزواج | وصول الزوج | توقف القرينة | الوفاة | الكونت        |
| ------ | -------------- | ------ | ------- | ------ | ---------- | ------------ | ------ | ------------- |
|        | غونترودا نونيث | -      | -       | -      | -          | -            | -      | آسور فرنانديث |

### أسرة بني مامدونا
| الصورة | الاسم                    | الوالد                                           | الميلاد | الزواج               | وصول الزوج           | توقف القرينة               | الوفاة            | الكونت          |
| ------ | ------------------------ | ------------------------------------------------ | ------- | -------------------- | -------------------- | -------------------------- | ----------------- | --------------- |
|        | سانشا سانشيز من بنبلونة  | سانشو الأول ملك بنبلونة (خيمينيز)                | -       | مايو 932 – أغسطس 935 | حوالي. 947 حبس الزوج | بعد. 4 ديسمبر 959          | بعد. 4 ديسمبر 959 | فرنان غونثالث   |
|        | أوراكا غارسيا من بنبلونة | غارسيا سانشيز الأول ملك نافارا (خيمينيز)         | -       | قبل. 5 مايو 964      | قبل. 5 مايو 964      | قبل. 1 مارس 970 وفاة الزوج | قبل. 1008         | فرنان غونثالث   |
|        | أبا من ريباغورثا         | ريموند الثاني، كونت ريباغورثا (بالارس-ريباغورثا) | -       | -                    | 970 أو بعد           | -                          | -                 | غارسيا فرنانديث |
|        | أوراكا غوميث             | غوميز دياث، كونت سالدانيا (بنو غوميث)            | -       | حوالي. 995           | حوالي. 995           | 1017 وفاة الزوج            | 1039              | سانشو غارسيا    |
|        | سانشا من ليون            | ألفونسو الخامس ملك ليون (بني ألفونس)             | 1013    | نوفمبر – ديسمبر 1032 | نوفمبر – ديسمبر 1032 | 4 سبتمبر 1037 أصبحت ملكة   | 27 نوفمبر 1067    | فرناندو سانشيز  |

## ملكات

### أسرة خيمينيز
| الصورة                                                                         | الاسم               | الوالد                                                      | الميلاد | الزواج                        | تتويج ملكة                                             | توقف القرينة                  | الوفاة                   | الزوج          |
| ------------------------------------------------------------------------------ | ------------------- | ----------------------------------------------------------- | ------- | ----------------------------- | ------------------------------------------------------ | ----------------------------- | ------------------------ | -------------- |
|                                                                                | سانشا من ليون       | ألفونسو الخامس ملك ليون (بني ألفونس)                        | 1013    | نوفمبر – ديسمبر 1032          | 4 سبتمبر 1037 تتويج الزوج                              | 24 يونيو 1065 وفاة الزوج      | 27 نوفمبر 1067           | فرناندو الأول  |
|                                                                                | ألبرتا              | يعتقد أنها ابنة ويليام الفاتح                               | -       | أواخر 1070/ قبل 26 مارس 1071  | أواخر 1070/ قبل 26 مارس 1071                           | 7 أكتوبر 1072 وفاة الزوج      | -                        | سانشو الثاني   |
|                                                                                | أغنيس من أقطانيا    | ويليام الثامن، دوق أقطانية (رامنولفيدس)                     | 1059    | 1069 أو أواخر 1073/أوائل 1074 | 7 أكتوبر 1072 صعود الزوج أو أواخر 1073/أوائل 1074 زواج | بعد 22 مايو 1077 طلاق أو وفاة | 1077 أو 1093 أو بعد 1109 | ألفونسو السادس |
|                                                                                | كونستانس من بورغندي | روبرت الأول، دوق بورغندي (بورغندي)                          | 1045    | ديسمبر 1079 أو 8 مايو 1080    | ديسمبر 1079 أو 8 مايو 1080                             | 25 يوليو/25 أكتوبر 1093       | 25 يوليو/25 أكتوبر 1093  | ألفونسو السادس |
|                                                                                | بيرتا               | يعتقد ويليام الأول، كونت بورغندي أماديوس الثاني، كونت سافوي | -       | ديسمبر 1094 أو أبريل 1095     | ديسمبر 1094 أو أبريل 1095                              | 1099–1100                     | 1099–1100                | ألفونسو السادس |
|                                                                                | إيزابيلا            | -                                                           | -       | 1100، قبل 14 مايو             | 1100، قبل 14 مايو                                      | 1107، بعد 14 مايو             | 1107، بعد 14 مايو        | ألفونسو السادس |
|                                                                                | بياتريس             | يعتقد أنها ابنة ويليام الثامن دوق أقطانية أو ويليام التاسع  | -       | أبريل/مايو 1108               | أبريل/مايو 1108                                        | 1 يوليو 1109 وفاة الزوج       | -                        | ألفونسو السادس |
| أيضا بين عامي 1109-1115 يعتبر الملك ألفونسو المحارب الزوج القرين لملكة أوراكا. |                     |                                                             |         |                               |                                                        |                               |                          |                |

### أسرة إيفريا
| الصورة | الاسم                                                | الوالد                                        | الميلاد        | الزواج               | تتويج الملكة             | توقفت القرينة              | الوفاة                | الزوج              |
| ------ | ---------------------------------------------------- | --------------------------------------------- | -------------- | -------------------- | ------------------------ | -------------------------- | --------------------- | ------------------ |
|        | برينغيلا من برشلونة                                  | ريموند برانجيه الثالث، كونت برشلونة (برشلونة) | 1116           | نوفمبر 1128          | نوفمبر 1128              | 15/31 يناير 1149           | 15/31 يناير 1149      | ألفونسو السابع     |
|        | ريتشيزا من بولندا                                    | فلاديسلاف الثاني المنفي (بياست)               | 1140/1130      | أكتوبر/ديسمبر 1152   | أكتوبر/ديسمبر 1152       | 21 أغسطس 1157 وفاة الزوج   | 16 يونيو 1185         | ألفونسو السابع     |
|        | بلانكا من نافارا ملكة ناجرة أو ملكة قشتالة بالمناصفة | غارسيا راميريز ملك نافارا (خيمينيز)           | 1137           | 30 يناير 1151        | 30 يناير 1151            | 12 أغسطس 1156              | 12 أغسطس 1156         | سانشو الثالث       |
|        | إليانور من إنجلترا                                   | هنري الثاني ملك إنجلترا (بلانتاجانت)          | 13 أكتوبر 1162 | سبتمبر 1177          | سبتمبر 1177              | 5 أكتوبر 1214 وفاة الزوج   | 31 أكتوبر 1214        | ألفونسو الثامن     |
|        | مافالدا من البرتغال                                  | سانشو الأول ملك البرتغال (بورغندي)            | 1194/7         | 1215، قبل 29 أغسطس   | 1215، قبل 29 أغسطس       | 1216 فسخ الزواج            | 1 مايو 1256           | إنريكي الأول       |
|        | بياتريس من سوابيا                                    | فيليب من سوابيا (هوهنشتاوفن)                  | مارس/مايو 1205 | نوفمبر 1219          | نوفمبر 1219              | 5 نوفمبر 1235              | 5 نوفمبر 1235         | فرناندو الثالث     |
|        | خوانا دي بونثيو                                      | سيمون من دامارتين (دامارتين)                  | 1220           | 1237، قبل 20 نوفمبر  | 1237، قبل 20 نوفمبر      | 30 مايو 1252 وفاة الزوج    | 16 مارس 1279          | فرناندو الثالث     |
|        | فيولانتي من أراغون                                   | خايمي الأول ملك أراغون (برشلونة)              | 1236           | 26 ديسمبر 1246       | 30 مايو 1252 تتويج الزوج | 4 أبريل 1284 وفاة الزوج    | 1301                  | ألفونسو العاشر     |
|        | ماريا من مولينا                                      | ألفونسو من ليون، لورد مولينا (إيفريا)         | 1265/1264      | يوليو 1282/1281      | 4 أبريل 1284 تتويج الزوج | 25 أبريل 1295 وفاة الزوج   | 1 يوليو 1321          | سانشو الرابع       |
|        | كونستانس من البرتغال                                 | دينيس ملك البرتغال (بورغندي)                  | 3 يناير 1290   | 23 يناير 1302        | 23 يناير 1302            | 7 سبتمبر 1312 وفاة الزوج   | 18 نوفمبر 1313        | فرناندو الرابع     |
|        | كونستانس من بينافيل                                  | خوان مانويل من قشتالة، أمير بليانة (إيفريا)   | 1315–1323      | 28 نوفمبر 1325       | 28 نوفمبر 1325           | 1327/1328 فسخ الزواج       | 13 نوفمبر 1345        | ألفونسو الحادي عشر |
|        | ماريا من البرتغال                                    | أفونسو الرابع ملك البرتغال (بورغندي)          | 9 فبراير 1313  | 24 يونيو/سبتمبر 1328 | 24 يونيو/سبتمبر 1328     | 26/27 مارس 1350 وفاة الزوج | 18 يناير 1357         | ألفونسو الحادي عشر |
|        | بلانش من بوربون                                      | بيير الأول دوق بوربون (بوربون)                | نهاية 1339     | 3 يونيو 1353         | 3 يونيو 1353             | 14 مايو/31 يوليو 1361      | 14 مايو/31 يوليو 1361 | بيدرو              |

### أسرة تراستامارا
| الصورة | الاسم                  | الوالد                                 | الميلاد       | الزواج                | تتويج الملكة              | توقف القرينة              | الوفاة         | الزوج         |
| ------ | ---------------------- | -------------------------------------- | ------------- | --------------------- | ------------------------- | ------------------------- | -------------- | ------------- |
|        | خوانا مانويل من قشتالة | خوان مانويل أمير بليانة (إيفريا)       | 1339          | 27 يوليو 1350         | 23 مارس 1369 صعود الزوج   | 29 مايو 1379 وفاة الزوج   | 27 مايو 1381   | إنريكي الثاني |
|        | إليانور من أراغون      | بيدرو الرابع ملك أراغون (برشلونة)      | 20 يناير 1358 | 18 يونيو 1375         | 29 مايو 1379 تتويج الزوج  | 13 أغسطس 1382             | 13 أغسطس 1382  | خوان الأول    |
|        | بياتريس من البرتغال    | فرناندو الأول ملك البرتغال (بورغندي)   | 9 ديسمبر 1372 | 17 مايو 1383          | 17 مايو 1383              | 9 أكتوبر 1390 وفاة الزوج  | 8 مارس 1408    | خوان الأول    |
|        | كاثرين لانكاستر        | جون غونت، دوق لانكاستر (لانكاستر)      | 31 مارس 1373  | 17 سبتمبر 1388        | 9 أكتوبر 1390 تتويج الزوج | 25 ديسمبر 1406 وفاة الزوج | 2 يونيو 1418   | إنريكي الثالث |
|        | ماريا من أراغون        | فرناندو الأول ملك أراغون (تراستامارا)  | 1396          | 1418 أو 4 أوغسطس 1420 | 1418 أو 4 أوغسطس 1420     | 18 فبراير 1445            | 18 فبراير 1445 | خوان الثاني   |
|        | إيزابيلا من البرتغال   | إنفانتي جواو، كونستابل البرتغال (أفيس) | 1428          | 22 يوليو 1447         | 22 يوليو 1447             | 20 يوليو 1454 وفاة الزوج  | 15 أغسطس 1496  | خوان الثاني   |
|        | خوانا من البرتغال      | دوارتي ملك البرتغال (أفيس)             | 20 مارس 1439  | 21 مايو 1455          | 21 مايو 1455              | 11 ديسمبر 1474 وفاة الزوج | 12 ديسمبر 1475 | إنريكي الرابع |

- فرناندو الثاني ملك أراغون (1452–1516)، زوج الملكة إيزابيلا الأولى ملكة قشتالة؛ وفيليب من هابسبورغ (1478–1506)، زوج الملكة خوانا الأولى ملكة قشتالة أصبحوا ملوك قشتالة بالمناصفة مع زوجاتهما.

### أسرة هابسبورغ
| الصورة | الاسم                | الوالد                           | الميلاد        | الزواج       | تتويج الملكة | توقف القرينة | الوفاة      | الزوج        |
| ------ | -------------------- | -------------------------------- | -------------- | ------------ | ------------ | ------------ | ----------- | ------------ |
|        | إيزابيلا من البرتغال | مانويل الأول ملك البرتغال (أفيس) | 24 أكتوبر 1503 | 11 مارس 1526 | 11 مارس 1526 | 1 مايو 1539  | 1 مايو 1539 | كارلوس الأول |

عند 1556 اتحدت ممالك الإسبانية فيما يسمى عموما إسبانيا وماري الأولى ملكة إنجلترا (الزوجة الثانية لـ فيليب الثاني) أصبحت أول ملكة إسبانيا القرينة.